# Amazzonite

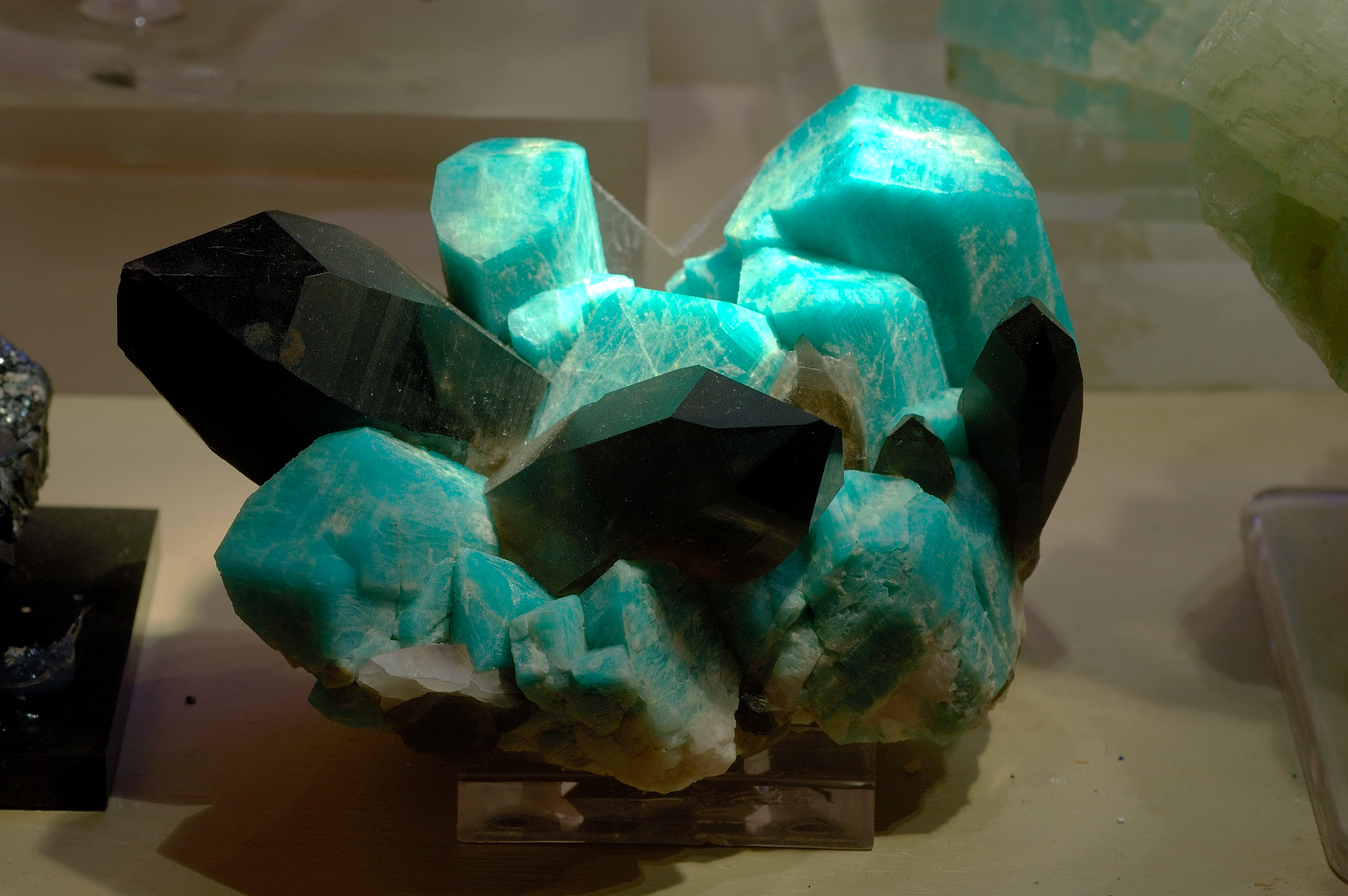
Amazzonite con Quarzo da Two Point Claim, Teller County, Colorado

Amazzonite (detta anche "pietra d'Amazzonia") è un minerale, una varietà verde di feldspato microclino.
Il nome deriva dal Rio delle Amazzoni, in cui le pietre verdi furono rinvenute specificamente nella selva del Perù, ma è improbabile che possano esservi giacimenti di feldspato verde nella pianura amazzonica.
Più verosimilmente la loro presenza sul greto del fiume è dovuta al trasporto fluviale dai giacimenti montani d'origine.
Secondo Strabone e Plinio il Vecchio, l'antico popolo dei Garamanti del Sahara estraeva amazzonite nei monti del Tibesti.
L'amazzonite è un minerale raro. Viene estratto per la quasi totalità dall'area di Miass nei monti Ilmen, 80 chilometri a sud-ovest di Čeljabinsk, Russia, all'interno di rocce granitiche. Recentemente, cristalli di qualità superiore sono stati trovati nella zona del Pike's Peak, Colorado, in associazione con cristalli di quarzo, ortoclasio, e albite all'interno di graniti o pegmatiti. Anche Crystal Park, El Paso County, Colorado è una località conosciuta per i cristalli di amazzonite. L'amazzonite è stata anche rinvenuta all'interno di pegmatite in Madagascar e in Brasile.
Grazie al suo verde lucente, quando lavorata, l'amazzonite viene usata talvolta come gemma, sebbene sia molto fragile e facilmente fratturabile.
A cosa fosse dovuta la sua originale colorazione restò a lungo un mistero. Molti erano portati a pensare alla presenza di rame poiché i suoi composti spesso hanno colori tendenti al blu o al verde. Studi recenti hanno riconosciuto come causa del colore verde-blu una piccola quantità di piombo e acqua nel feldspato. (Hoffmeister and Rossman, 1985)

## Galleria d'immagini

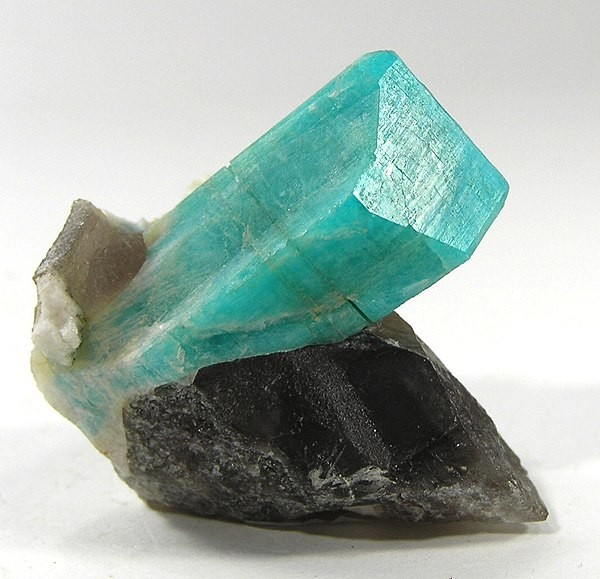
Amazzonite su quarzo affumicato e albite. Contea di Teller, Colorado.
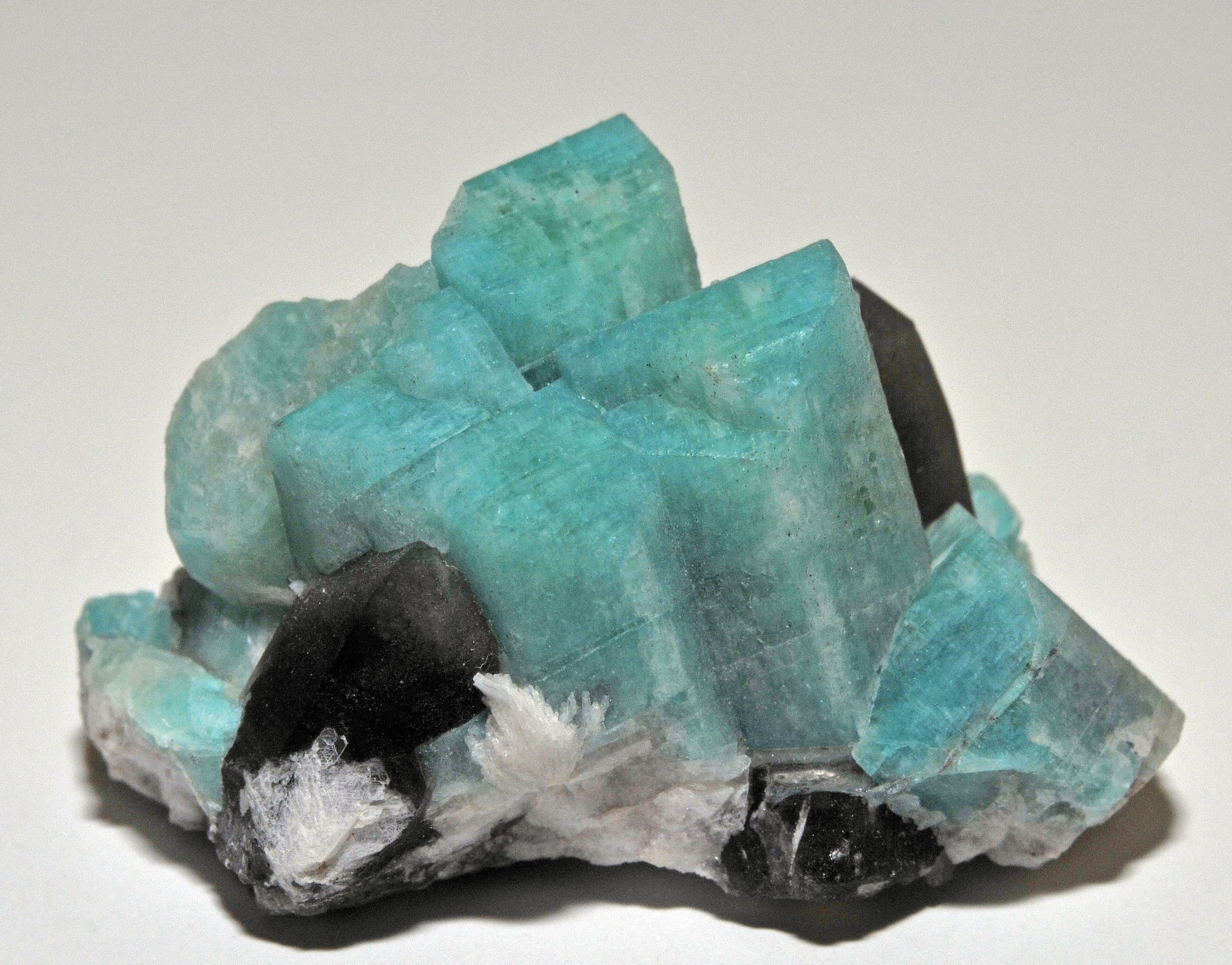
Amazzonite su quarzo fumé. Pikes Peak, Contea di El Paso, Colorado
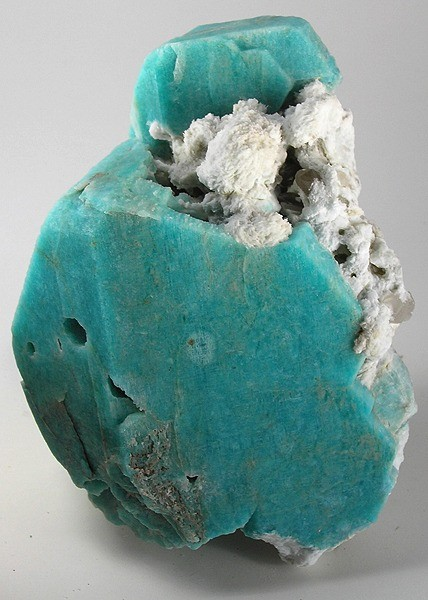
Amazzonite con microclino. Konso, Regione delle Nazioni, Nazionalità e Popoli del Sud, Etiopia.
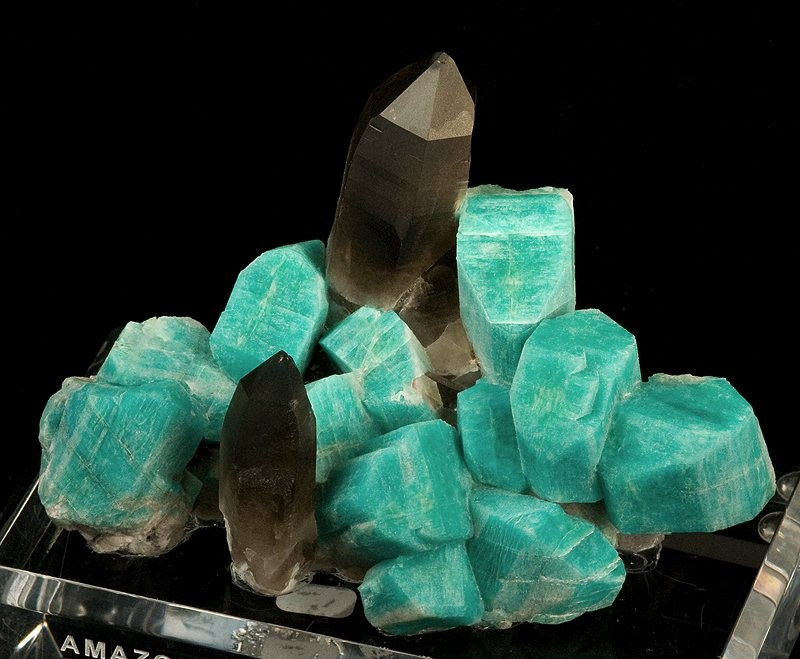
Cristalli di amazzonite e quarzo affumicato. Smoky Hawk Mine, Crystal Peak, Contea di Teller, Colorado.
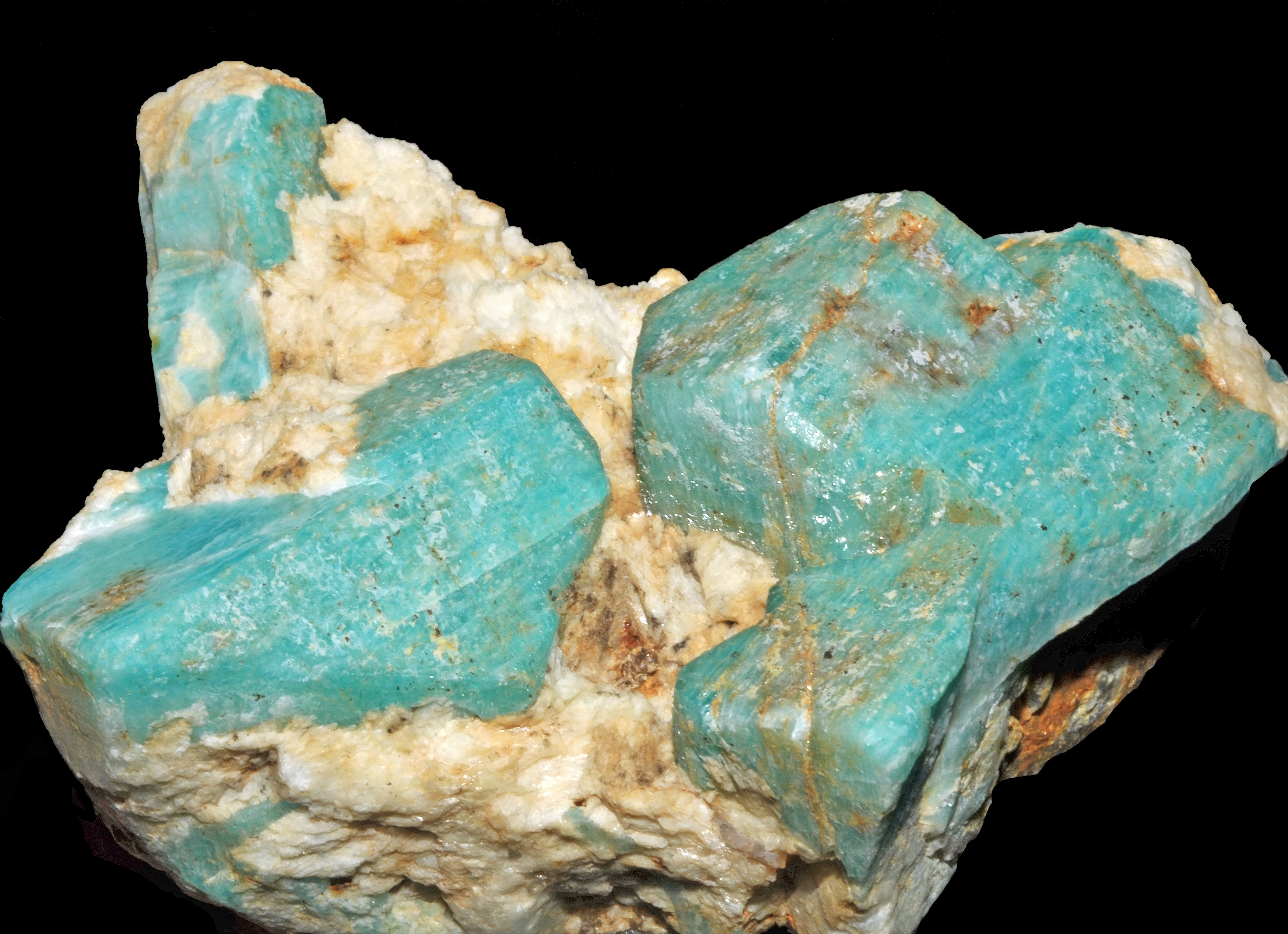
Amazzonite su ortoclasio. Konso, Regione delle Nazioni, Nazionalità e Popoli del Sud, Etiopia.
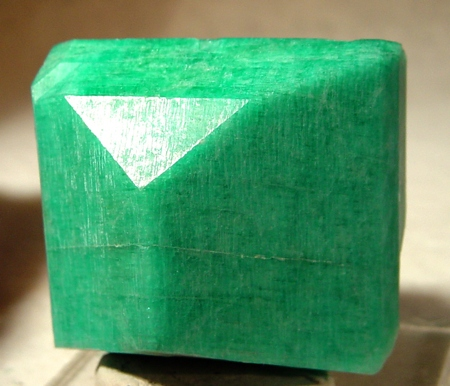
Grosso cristallo di amazzonite. Take 5 Claim, Crystal Peak, Contea di Teller, Colorado.
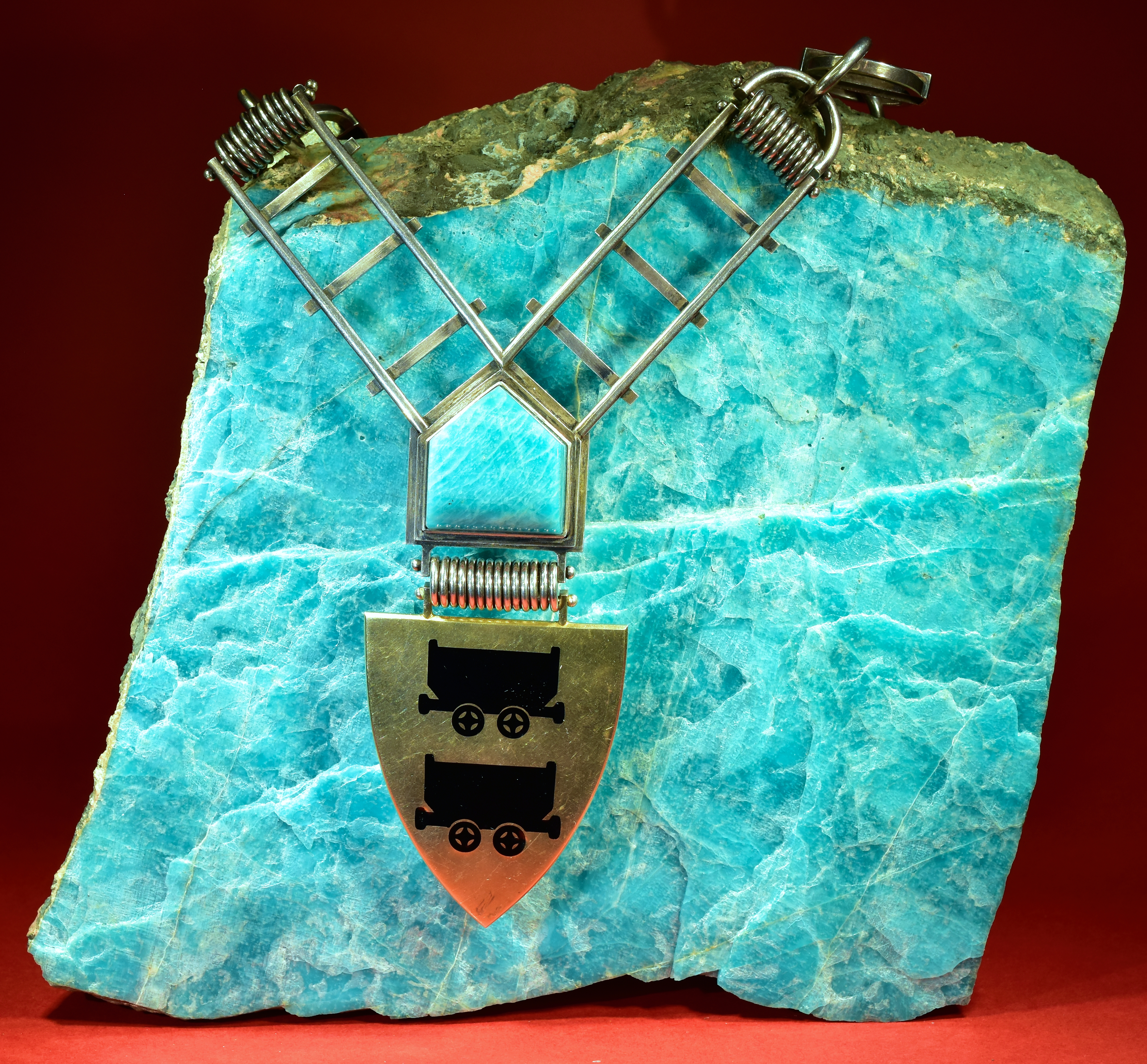
Amazzonite proveniente da Landsverk 1 Mine col pendente del sindaco di Evje, Norvegia.
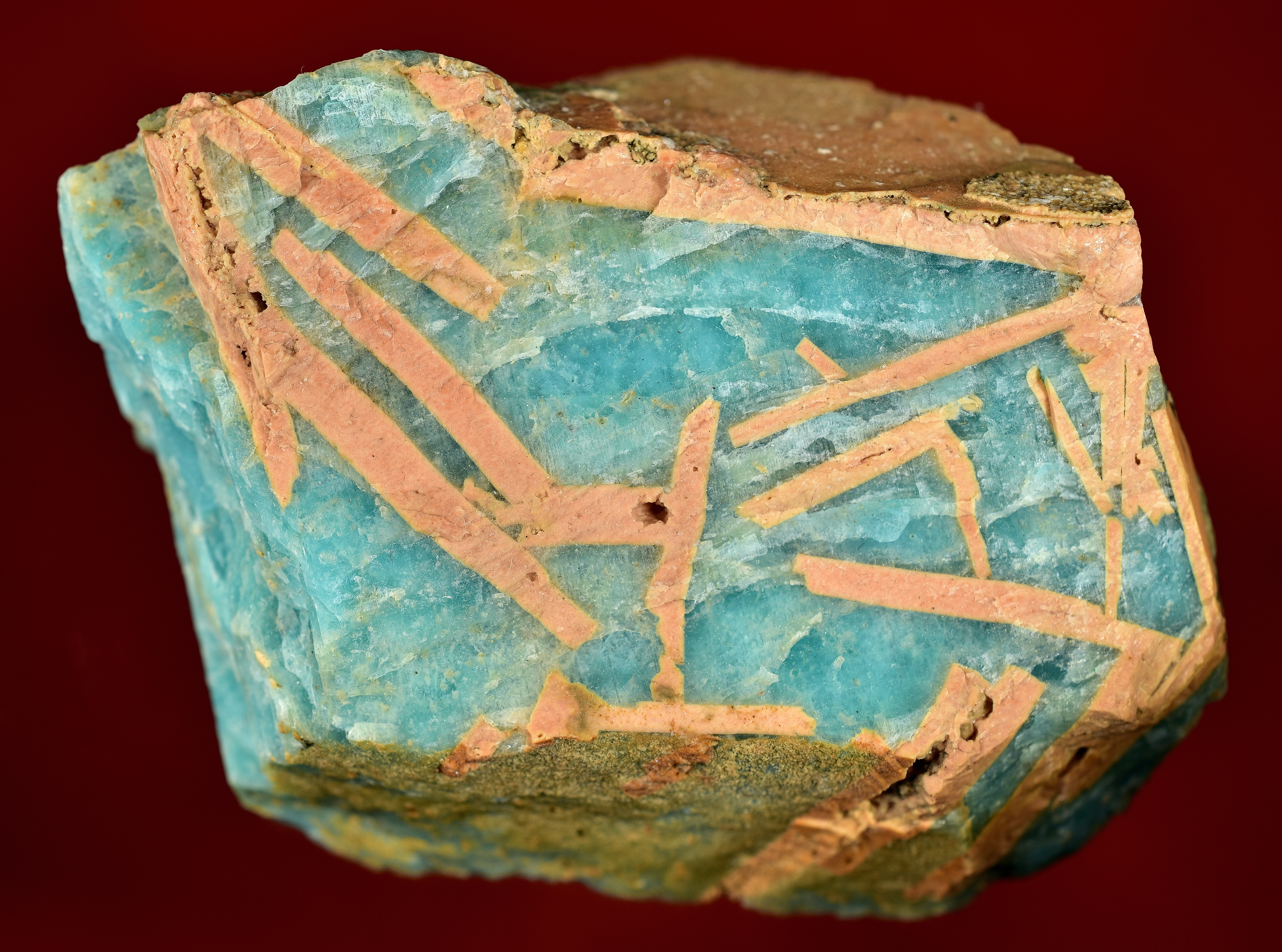
Amazzonite con inclusioni di microclino. Landsverk 1 Mine, Evje, Norvegia.
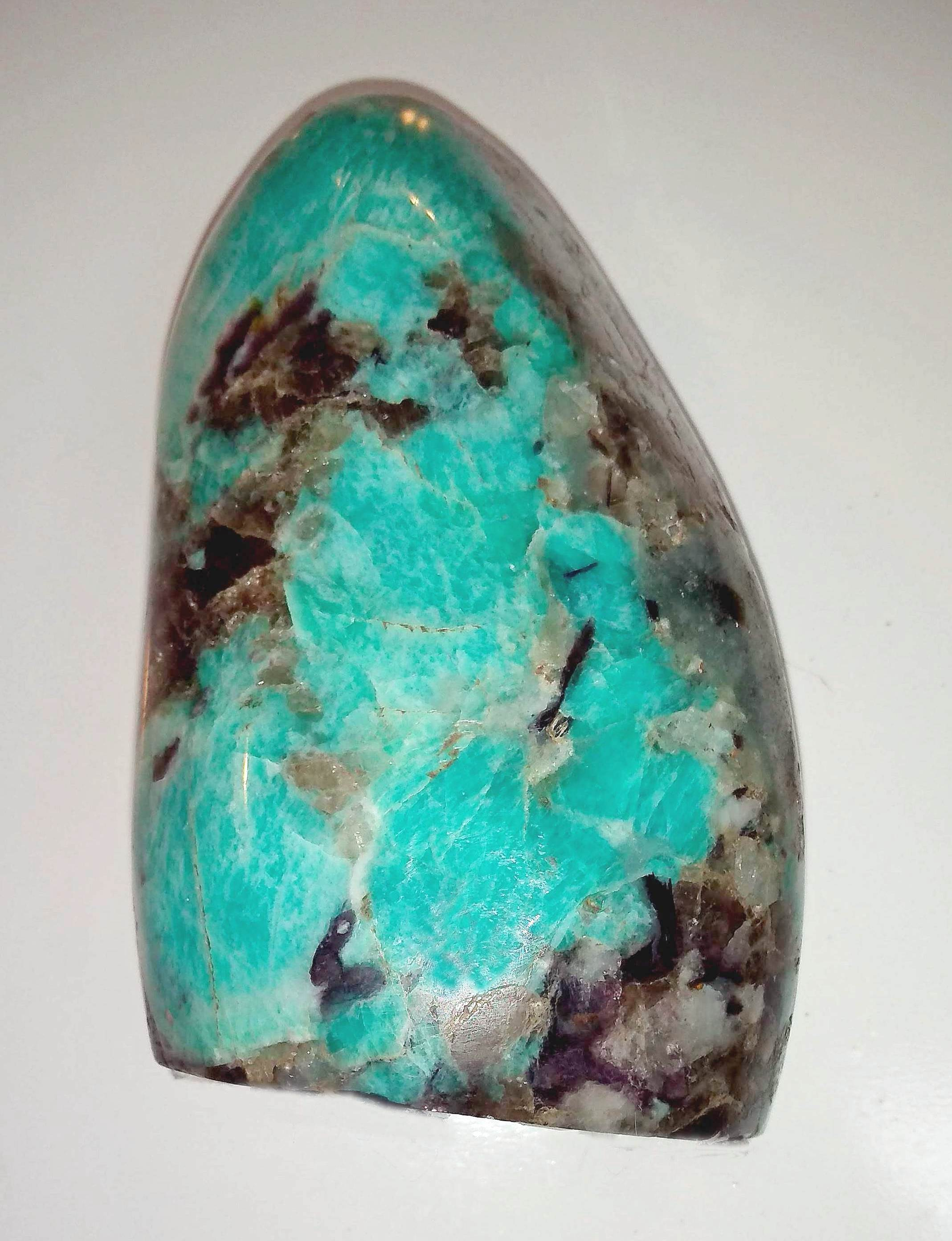
Amazzonite levigata.
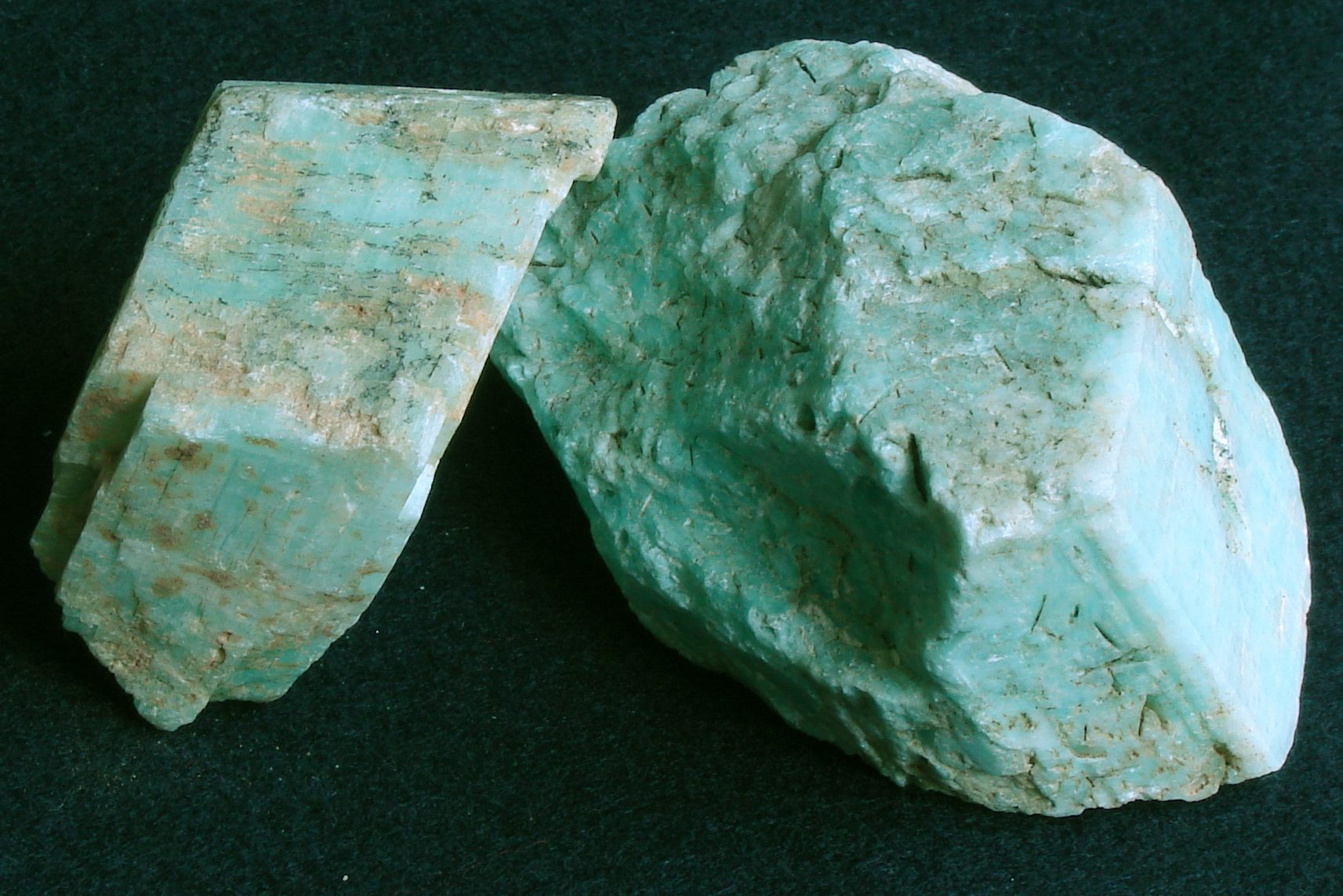
Amazzonite brasiliana.